# Ghetto di Kolozsvár
Il ghetto di Kolozsvár era uno dei ghetti ebraici meno conosciuti della seconda guerra mondiale. Il ghetto si trovava nella città di Kolozsvár, nell'allora Regno d'Ungheria, ora Cluj-Napoca in Romania. Tra la firma del Trattato del Trianon nel 1920 e il Secondo arbitrato di Vienna nel 1940, Cluj faceva parte della Grande Romania. Nel 1947, i trattati di pace di Parigi restituirono la Transilvania settentrionale (inclusa Cluj) alla Romania.

## Contesto storico
Il 3 maggio 1944 iniziò la ghettizzazione degli ebrei di Kolozsvár, che fu completata entro una settimana. Questo è successo meno di due mesi dopo che i tedeschi hanno invaso l'Ungheria il 19 marzo, che ha posto l'Ungheria sotto un governo fantoccio, il governo di unità nazionale.
Gli ebrei erano concentrati nella parte settentrionale della città, questa zona era costituita principalmente da baracche utilizzate per l'essiccazione di mattoni e tegole. Il ghetto non aveva praticamente strutture per i circa diciottomila ebrei che vi si erano radunati da Koozsvár e dalla circostante contea di Kolozs. La concentrazione degli ebrei è stata effettuata dalle autorità amministrative e di polizia locali con la collaborazione dei consiglieri tedeschi dello "squadrone protettivo" (Schutzstaffel), tra cui il capitano delle SS-Hauptsturmführer, Dieter Wisliceny.
Il ghetto era sotto il comando di László Urbán, il capo della polizia locale di Cluj. L'amministrazione interna del ghetto è stata affidata ad un consiglio ebraico: lo Judenrat. I membri di questo consiglio includevano Fischer a capo, il rabbino Akiba Glasner, il rabbino Mozes Weinberger ed Ernő Márton. Come in tutti gli altri ghetti in Ungheria, anche la fornace locale aveva una "zecca", un edificio speciale dove la polizia torturava gli ebrei facendogli rivelare dove avevano nascosto i loro oggetti di valore.
Il ghetto di Cluj (Kolozsvár) è stato liquidato con sei trasporti ad Auschwitz, con la prima deportazione avvenuta il 25 maggio e l'ultima il 9 giugno.